# Nikola Mitkov
Nikola Mitkov (mazedonisch Никола Митков; * 18. Dezember 1971) ist ein nordmazedonischer Schachspieler und -trainer. Seit 1993 ist er Großmeister.

## Leben
Der in Chicago wohnende Mitkov ist als Schachtrainer aktiv. Mit ’’Chess Education Partners’’ lehrt er Eltern von Schülern Schach, damit diese es an die Kinder weitergeben können.

## Schachliche Erfolge
Mit der mazedonischen Nationalmannschaft nahm er seit 1994 an zehn Schacholympiaden teil. Mit 52 Punkten aus 101 Partien ist seine Bilanz dabei positiv. Bei sechs dieser Olympiaden spielte er am Spitzenbrett. Außerdem nahm er an der Mannschaftsweltmeisterschaft 2001 und sechs Mannschaftseuropameisterschaften zwischen 1997 und 2009 teil.
Im Januar 1994 gewann er in Nizza ein Turnier der Kategorie 7. Im April 2002 gewann er in Gevgelija die mazedonische Einzelmeisterschaft. Beim 8. HIT Open A im Februar 2003 in Nova Gorica wurde er geteilter Erster. Im März 2003 gewann er das 10. Internationale Open in Sélestat. Im November 2003 gewann er das Luzerner Open in Luzern, im März 2004 das Kirchendorfer Weekend-Open in Burgdorf bei Bern. Im Juli 2004 gewann er das 19. Internationale Open in Ferrol. Im August 2005 gewann er das Martinovsky Memorial, ein Einladungsturnier in Bolingbrook (Illinois). Im März 2008 gewann er das Open in Aguascalientes, Mexiko.
In Portugal spielte er für Boavista Porto, mit dem er an den European Club Cups 1999, 2000 und 2001 teilnahm, wobei er 2000 in Neum für sein Ergebnis von 5 aus 7 am ersten Brett eine individuelle Bronzemedaille erhielt. Sein mazedonischer Verein ist Kisela Voda Skopje, mit dem er 2002 mazedonischer Mannschaftspokalsieger und Mannschaftsmeister wurde und ebenfalls am European Club Cup teilnahm. Vereinsschach spielte er auch in Frankreich, in der United States Chess League (2008 und 2009 für Chicago Blaze) und in der spanischen Mannschaftsmeisterschaft (1997 für EM El Olivar Zaragoza).
Bekannte Schachpartien Mitkovs sind sein Sieg gegen Wladimir Kramnik bei der U20-Jugendeuropameisterschaft 1990 in Arnhem und ein Remis 2005 gegen Hikaru Nakamura beim HB Global Chess Challenge in Minneapolis, der sich für Parhams Angriff entschieden hatte.
Seine Elo-Zahl beträgt 2485 (Stand: April 2023), damit liegt er hinter Kiril Georgiew auf dem zweiten Platz der nord-mazedonischen Elo-Rangliste, die er zuletzt 2008 angeführt hatte. Seine bisher höchste Elo-Zahl war 2587 im Januar 2001.